# 1 Dywizja Pancerna

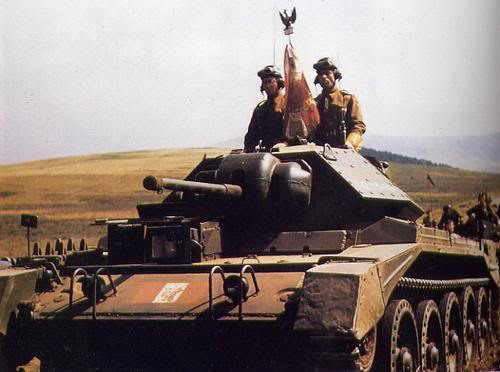
Polnische Panzerdivision in Haddington 1943

Die 1 Dywizja Pancerna (deutsch 1. Panzerdivision, englisch 1st Armoured Division) war eine polnische Panzerdivision im Zweiten Weltkrieg. Sie wurde 1942 in Schottland aufgestellt und hatte 16.000 Soldaten. Sie war Teil der Polnischen Streitkräfte im Westen der Polnischen Exilregierung. Die Division wurde kommandiert von General Stanisław Maczek und zuletzt bis zur Demobilisierung von General Klemens Rudnicki.

## Geschichte

### Schottland
Die Division wurde am 25. Februar 1942 auf Befehl von General Władysław Sikorski aufgestellt. In der Anfangszeit war sie für den Schutz eines 200 Kilometer langen Küstenabschnitts im östlichen Schottland zuständig und bestand aus 885 Offizieren, 15.210 Unteroffizieren und Mannschaften, 381 Panzern, 473 Geschützen und aus 5060 motorisierten Fahrzeugen.

### Normandie
Ende Juli 1944 wurde sie in die Normandie verlegt. Am 8. August 1944 wurde sie der 1. Kanadischen Armee zugeteilt und kam bei der Operation Totalize erstmals zum Einsatz. In der Kesselschlacht von Falaise hielt sie in verlustreichen Kämpfen mit der 2. SS-Panzer-Division und der 9. SS-Panzer-Division am Mont Ormel (Hügel 262) am 19. und 20. August 1944 sämtlichen Angriffen stand und sorgte damit dafür, dass der Kessel geschlossen werden konnte.

### Belgien und Niederlande
Zwischen dem 10. und 17. September 1944 befreite die Division zusammen mit belgischen Widerstandskämpfern die Stadt Gent. Am 27. September bekam die Division den Befehl, die niederländische Stadt Breda einzunehmen, was nach zwei Tage dauernden harten Kämpfen ohne Verluste bei der Zivilbevölkerung gelang. Die Soldaten wurden dafür zu Ehrenbürgern Bredas ernannt.
Später nahm die Division an der Schlacht an der Scheldemündung teil.

### Deutschland
Im April 1945 wurde das Frauenlager in Oberlangen im Emsland befreit, wo über 1700 Frauen aus dem Warschauer Aufstand gefangengehalten wurden. Als Nächstes sollte Wilhelmshaven erobert werden. Die deutschen Einheiten ergaben sich jedoch am 6. Mai 1945 kampflos. Am nächsten Tag begann die polnische Besetzung der Stadt.
Die Einheiten der 1. polnischen Panzerdivision fungierten die nächsten zwei Jahre als Besatzer im nordwestdeutschen Raum. Zusammen mit der 1. Polnischen Fallschirmjägerbrigade (1. SBS) bildete sie das 1. Polnische Korps.
Im Juni 1947 wurde die Division nach England verlegt und demobilisiert. Die Mehrheit der Soldaten kehrte nicht in das kommunistische Polen zurück, sondern blieb im Exil.

### Gräber
Die Gräber der polnischen Soldaten befinden sich in Cloppenburg, Oberlangen und in Osterbrock. In Meppen gibt es zwei Waldfriedhöfe. In Haselünne sowie in der Gemeinde Thuine liegen die polnischen Soldaten auf dem Gemeindefriedhof begraben. In Münster-Lauheide wurde im Jahre 2010 die Grabstätte erneuert.